# El Ouldja (Sétif)
El Ouldja è un comune dell'Algeria, situato nella provincia di Sétif.